# Commandant Bouan
Die Commandant Bouan (Kennung: F797) ist ein Patrouillenschiff der D’Estienne-d’Orves-Klasse der französischen Marine, das seit 1984 in Dienst steht.

## Geschichte
Die spätere Commandant Bouan wurde am 14. September 1981 bei der Werft der Directions des constructions et armes navales (DCAN) in Lorient auf Kiel gelegt. Der Stapellauf erfolgte am 23. April 1983 und die Indienststellung am 31. Oktober 1984.
Die Commandant Bouan wurde in den Medien durch die Überwachung des im April 2008 von Piraten gekaperten Segelkreuzfahrtschiffes Le Ponant in der Öffentlichkeit bekannt.